# 선데이 라이브
선데이 라이브는 대한민국의 종합편성채널 TV조선에서 방송된 주간 시사 텔레비전 프로그램이다.

## 앵커
- 김수홍

## 경쟁 뉴스 프로그램
- MBN 뉴스와이드 주말 (MBN)

## 동시간대 경쟁 프로그램
- TV 동물농장 (SBS)
- 야옹멍멍 귀여워 (EBS 1TV)